# 井上仁志
井上仁志（いのうえ ひとし、1983年4月21日 ‐ ）は日本のギタリストであり、THE TON-UP MOTORSのメンバーである。北海道幌延町出身。北海道天塩高等学校卒業。血液型はA型。

## 来歴
- 2008年7月 THE TON-UP MOTORSに加入。
- 2015年 故郷の幌延町の観光大使に任命され、勤める。同年6月よりソロプロジェクトを開始[1]

## 人物
- 高校時代に漢字検定準二級を習得している。[2]

## ディスコグラフィー
ソロ活動のみ記載

### アルバム

#### ミニアルバム
| 発売日        | タイトル   | 規格品番 | 収録曲                                                                                | 備考         |
| ------------- | ---------- | -------- | ------------------------------------------------------------------------------------- | ------------ |
| 2015年6月17日 | 井上の叫び | GHR-001  | 1. 人間の心 2. ストロベリーフィールド 3. 自転車 4. ある日 5. お前らしく 6. 青春一番星 | ソロアルバム |

## ラジオ
過去
- 井上仁志（THE TON-UP MOTORS）のロックンロールゼミナール（FMわっぴー）
- MouLa HOKKAIDO presents Hitoshi Inoue CONNECTALK (エフエム北海道) 2020年2月5日-2022年12月28日